# Jonathan Mance
Jonathan Hugh Mance, baron Mance (né le 6 juin 1943) est un juge britannique qui est un ancien vice-président de la Cour suprême du Royaume-Uni.

## Jeunesse
Mance est né le 6 juin 1943, un des quatre enfants de Henry Stenhouse Mance, ancien président de Lloyd's de Londres, et de son épouse Joan Erica Robertson Baker ,. Son grand-père, Sir Henry Osborne Mance, est un militaire distingué et président de l'Institut des transports ; son arrière-grand-père, Henry Christopher Mance (en), a inventé l'héliographe.
Comme son père, il fréquente la Charterhouse School, un pensionnat de Godalming, dans le Surrey. Il étudie ensuite le droit à l'University College d'Oxford et obtient un diplôme de première classe . Il est admis au Barreau par le Middle Temple en 1965, devenant Conseiller de la reine en 1982 et Bencher en 1989 .

## Carrière judiciaire
En 1990, il devient recorder et le 25 octobre 1993 est nommé juge de la Haute Cour, servant dans la Division du Banc de la Reine et reçoit la chevalerie coutumière. Le 27 avril 1999, il est nommé Lord Justice of Appeal et nommé au Conseil privé.
Le 3 octobre 2005, il est nommé Lord of Appeal in Ordinary avec une pairie à vie avec le titre de baron Mance, de Frognal dans le Borough londonien de Camden. Il est présenté à la Chambre des lords le 12 octobre 2005. Le 1er octobre 2009, lui et neuf autres lords d'appel deviennent juges de la Cour suprême lors de la création de cet organe.
Il est également président du Banking Appeals Tribunal (1992-1993), président du Conseil consultatif des juges européens (2000), président de la British Insurance Law Association (2000-2002) et administrateur de l'European Law Academy (2003).
Mance est nommé vice-président de la Cour suprême du Royaume-Uni en septembre 2017, succédant à Brenda Hale qui est devenue présidente de la Cour suprême. Il prête serment au nouveau poste le 2 octobre 2017. Il prend sa retraite de la Cour suprême le 6 juin 2018 .
En octobre 2012, le chancelier de l'Université d'Oxford, Chris Patten, nomme Lord Mance au poste d'intendant supérieur de l'Université d'Oxford, à la retraite de Lord Brown. Il occupe ce poste jusqu'en 2018. Il est membre honoraire de l'University College et Visiteur du St Cross College, Oxford. En 2013, il reçoit un doctorat honorifique de l'Université Canterbury Christ Church. Il est l'actuel juge en chef de la Cour du centre financier international d'Astana, un centre d'arbitrage basé au Kazakhstan.

## Vie privée
Il est marié à Mary Arden (juge) (en), actuellement juge à la Cour suprême du Royaume-Uni et sont le premier couple marié à avoir siégé simultanément à la Cour d'appel ou consécutivement à la Cour suprême. Ils ont deux filles et un fils ensemble. Leur fils, Henry Mance, est le principal rédacteur en chef du Financial Times.